# أراك في حياتي التاسعة عشر
أراك في حياتي التاسعة عشر (بالكورية: 이번 생도 잘 부탁해)؛ هو مسلسل تلفزيوني كوري جنوبي، مبني على الويبتونز الذي يحمل نفس الاسم للكاتب لي هاي، المنشور على موقع نافير، وهي دراما رومانسية عن امرأة يمكنها أن تتذكر حياتها السابقة من خلال التناسخ منذ الف عام. عرض على تي في إن 17 يونيو 2023. وهو متاحا على نتفليكس عالميا.

## القصة
بان جي ايوم هي امرأة موظفة تعيش حياتها اليومية مع ذكريات حيواتها السابقة. بدأت تتمتع بهذه القدرة في سن العاشرة تقريبًا. تموت في حادث غير متوقع وهي بسن الثانية عشرة، فتعود في سن التاسعة عشرة من خلال التناسخ المتكرر (القدرة التي لديها منذ الف عام)، حيث تلتقي مرة أخرى بـ غوو وون، الرجل المقدر الذي التقت به في حياتها الثامنة عشرة.

## طاقم

### رئيسي
- شين هاي سون في دور بان جي ايوم / يون جو-وون[8]
  - بارك سو-يي في دور الطفلة بان جي ايوم[9]
  - كيم سي اي في دور المراهقة يون جو وون[10]
- آهن بو هيون في دور مون سيو-ها[11]
  - جونغ هيون جون في دور المراهق مون سيو-ها[12]
- ها يون-كيونغ في دور يون تشو-وون[2]
  - كي سو-يو في دور المراهقة يون تشو-وون[12]
- آهن دونغ غو في دور ها دو-يون[13]

### دور داعم
- ريو هاي-جون في دور لي جي سيوك[14]
- تشا تشونغ هوا في دور كيم آي كيونغ[15]
- لي تشاي مين في دور كانغ مين كي[16]
- تشوي جين هو في دور مون جونغ هون[17]
- كيم يو مي في دور جو يو سون[18]
- لي بو يونغ في دور سانغ اه: والدة سيو ها التي كانت الرئيس التنفيذي السابق لفندق مي.[18]
- باي هاي سون في دور جانغ يون-أوك: الرئيس التنفيذي لفندق مي[19]

## المشاهدات
| الموسم | الموسم | رقم الحلقة | رقم الحلقة | رقم الحلقة | رقم الحلقة | رقم الحلقة | رقم الحلقة | رقم الحلقة | رقم الحلقة | رقم الحلقة | رقم الحلقة | رقم الحلقة | رقم الحلقة | المتوسط |
| الموسم | الموسم | 1          | 2          | 3          | 4          | 5          | 6          | 7          | 8          | 9          | 10         | 11         | 12         | المتوسط |
| ------ | ------ | ---------- | ---------- | ---------- | ---------- | ---------- | ---------- | ---------- | ---------- | ---------- | ---------- | ---------- | ---------- | ------- |
|        | 1      | 1088       | 1346       | 1094       | 1439       | 1158       | 1394       | 997        | 1111       | 1095       | 1018       | 920        | 1147       | 1151    |

| الحلقات | تاريخ البث    | تقييمات "نيلسن كوريا" | تقييمات "نيلسن كوريا" |
| الحلقات | تاريخ البث    | على الصعيد الوطني     | سيئول                 |
| ------- | ------------- | --------------------- | --------------------- |
| 1       | 17 يونيو 2023 | 4.932%                | 4.272%                |
| 2       | 18 يونيو 2023 | 5.488%                | 6.078%                |
| 3       | 24 يونيو 2023 | 4.947%                | 5.392%                |
| 4       | 25 يونيو 2023 | 5.733%                | 6.283%                |
| 5       | 1 يوليو 2023  | 4.454%                | 4.701%                |
| 6       | 2 يوليو 2023  | 5.590%                | 5.988%                |
| 7       | 8 يوليو 2023  | 4.125%                | 5.027%                |
| 8       | 9 يوليو 2023  | 4.481%                | 4.789%                |
| 9       | 15 يوليو 2023 | 4.504%                | 4.790%                |
| 10      | 16 يوليو 2023 | 4.367%                | 4.481%                |
| 11      | 22 يوليو 2023 | 3.501%                | 4.199%                |
| 12      | 23 يوليو 2023 | 4.502%                | 4.973%                |
| متوسط   | متوسط         | 4.664%                | 4.786%                |

## الإنتاج

### صناعة
المسلسل من كتابة تشوي يونغ ريم بتعاون مع مين يي جي التي كتبت العديد من الافلام الكورية. ومن تخطيط استوديو دراغون وانتاج بالاستعانة بإستوديو إن بجانب إستوديو فاينكوت.

### طاقم
أفيد أن الممثلة لي هيون-غو تم التأكيد في البداية على أنها تلعب دور يون تشو-وون، لكنها انسحبت من المسلسل بسبب تضارب في جدول اعمالها.

## روابط خارجية
- الموقع الرسمي
 (بالكورية)
- أراك في حياتي التاسعة عشر على موقع IMDb (الإنجليزية)
- أراك في حياتي التاسعة عشر على موقع نتفليكس (الإنجليزية)
- أراك في حياتي التاسعة عشر على موقع فيلمافينيتي (الإسبانية)
- أراك في حياتي التاسعة عشر على موقع قاعدة بيانات الفيلم (الإنجليزية)
- أراك في حياتي التاسعة عشر على هانسينما